# Limbă străină
Prin limbă străină se înțelege o limbă care, pentru vorbitorul avut în vedere, nu este limba sa maternă. Prin generalizare, o limbă care nu este vorbită în mod curent într-o comunitate (țară, regiune) este numită și ea „limbă străină”, de exemplu, în România limba franceză este o limbă străină.
Învățarea unei limbi străine presupune asimilarea de cunoștințe privitoare la următoarele aspecte ale limbii respective:
- vocabular;
- sintaxă și morfologie;
- fonetică și morfonologie;
- ortografie și punctuație;
- stil;
- aspecte socio-culturale specifice;
- literatură, etc.

## Învățământ
Cele mai multe școli din lume au în programă și cel puțin un curs în care se predă o limbă străină. În majoritatea țărilor programele de învățământ prevăd ca prima limbă străină să se predea începând din ciclul primar sau gimnazial. În unele țări (Luxemburg, Norvegia, Malta) cursurile de limbi străine încep o dată cu învățământul primar, la vârsta de 6 ani.
În Europa aproape toți elevii învață cel puțin o limbă străină ca parte a învățământului obligatoriu, cu excepția elevilor din Irlanda, unde se predau atât irlandeza cât și engleza, dar nici una dintre acestea nu este considerată limbă străină.
Deși numărul celor care studiază limbi străine — în majoritate la școală — este foarte mare, cei care ajung să stăpânească limbile studiate la un nivel suficient sunt relativ puțini. În special în țările anglofone există tendința de a considera inutilă învățarea unei limbi străine. De exemplu, conform unui sondaj al Comisiei Europene din 2001, în Marea Britanie 65,9 % din populație nu vorbește decât limba engleză. În 2004 un alt sondaj a arătat că în aceeași țară mai puțin de 5 % au știut să numere până la douăzeci, dar 80 % au răspuns că ar putea totuși să muncească în străinătate, pentru că „toată lumea vorbește engleza”.

### Obiectivele cursurilor de limbi străine
În predarea cursurilor de limbi străine se urmărește însușirea de deprinderi și cunoștințe care să permită elevilor să comunice eficient în aceste limbi, atât oral cât și în scris, atât ca receptor cât și ca emițător de mesaje. Astfel, programele de învățământ cuprind în general următoarele obiective:
- Audiere. Cursantul trebuie să înțeleagă mesajul comunicat oral și să distingă caracteristicile stilistice și emotive ale acestuia.
- Vorbire. Cursantul trebuie să-și poată exprima oral mesajul clar și corect din punct de vedere fonetic, gramatical și stilistic.
- Citire. Cursantul trebuie să fie capabil să extragă informația utilă dintr-un text scris, într-o multitudine de stiluri (literar, tehnic, etc.).
- Scriere. Cursantul trebuie să poată redacta corect un text prin care să comunice un mesaj, respectînd regulile ortografice ale limbii respective.